# Ленино (Абайский район)
Ле́нино (каз. Ленин) — упразднённое село в Абайском районе Карагандинской области Казахстана. Ликвидировано в 2007 году. Входило в состав Акбастауского сельского округа.

## Население
В 1999 году население села составляло 44 человека (23 мужчины и 21 женщина).